# Cene
Cene é uma comuna italiana da região da Lombardia, província de Bérgamo, com cerca de 3.927 habitantes. Estende-se por uma área de 8 km², tendo uma densidade populacional de 491 hab/km². Faz fronteira com Albino, Bianzano, Casnigo, Cazzano Sant'Andrea, Fiorano al Serio, Gaverina Terme, Gazzaniga, Leffe.

## Demografia
| Variação demográfica do município entre 1861 e 2011                               |
|                                                                                   |
| Fonte: Istituto Nazionale di Statistica (ISTAT) - Elaboração gráfica da Wikipedia |